# Kratzeburg
Kratzeburg ist eine Gemeinde im Landkreis Mecklenburgische Seenplatte im Süden Mecklenburg-Vorpommerns. Sie wird vom Amt Neustrelitz-Land mit Sitz in der nicht amtsangehörigen Stadt Neustrelitz verwaltet.

## Geografie
Die seen- und waldreiche Gemeinde Kratzeburg liegt in der westlichen Teilfläche des Müritz-Nationalparks, die sich von Waren (Müritz) bis in das westliche Stadtgebiet von Neustrelitz erstreckt. Nördlich der Gemeinde entspringt bei Ankershagen die Havel. Sie fließt als kleines Rinnsal durch mehrere Seen, wie etwa den 2,4 km² großen Käbelicksee, in südlicher Richtung. Beim Ortsteil Krienke verlässt die Havel das Gemeindegebiet. In Kratzeburg beginnt die Wasserwanderstrecke Obere Havel. Südöstlich des Ortsteiles Pieverstorf befinden sich die bis zu 105 m ü. NHN hohen Pieverstorfer Berge.
Umgeben wird Kratzeburg von den Nachbargemeinden Ankershagen im Norden, Penzlin im Nordosten, Klein Vielen im Osten, Neustrelitz im Südosten, Mirow im Süden, Rechlin im Südwesten, Kargow im Westen sowie Schloen-Dratow im Nordwesten.
Zu Kratzeburg gehören die Ortsteile Dalmsdorf, Dambeck, Granzin, Krienke und Pieverstorf.

## Geschichte
Der Burgwall südlich von Pieverstorf am Ostufer des Dambecker Sees stammt aus der Bronzezeit. Er gehört zu den größten Anlagen jener Zeit. Die 1170 urkundlich erwähnte slawische Burg von Kratzeburg (castrum Zcarnitz) liegt 350 Meter südwestlich des bronzezeitlichen Burgwalls auf einer Anhöhe. Im Ort Kratzeburg zeugt der Schloßberg von der mittelalterlichen Besiedlung. Hier stand im 14. bis 15. Jahrhundert auf dem künstlich errichteten Turmhügel Kratzeburg eine Ritterburg des niederen Adels.
Nördlich von Kratzeburg bis hin zum Diekenbruch südlich der Havelquelle ist der Seeboden deutlich erkennbar. Diese Hügel im Wald, die zu einer landwirtschaftlichen Nutzung nicht mehr taugen, da der Boden zu verdichtet ist, sind Kandidaten für die noch unerkannten Siedlungen der Megalithkultur, von der man bisher nur die Gräber kennt.
Von 1701 bis 1918 gehörte das Gebiet Kratzeburgs zum (Groß-)Herzogtum Mecklenburg-Strelitz.
Am 1. Januar 1951 wurde die bisher eigenständige Gemeinde Dambeck eingegliedert.

## Dienstsiegel
Die Gemeinde verfügt über kein amtlich genehmigtes Hoheitszeichen, weder Wappen noch Flagge. Als Dienstsiegel wird das kleine Landessiegel mit dem Wappenbild des Landesteils Mecklenburg geführt. Es zeigt einen hersehenden Stierkopf mit abgerissenem Halsfell und Krone und der Umschrift „GEMEINDE KRATZEBURG * LANDKREIS MECKLENBURGISCHE SEENPLATTE“.

## Sehenswürdigkeiten und Kultur

### Bauwerke
- Fachwerkkirche in Kratzeburg – Ein alter Altar an der Seitenwand hat eine Schnitzarbeit nach 1450. Die Seiten zeigen die Gerichtsverhandlung, den Judaskuss, den Kreuzweg und Jesus betend. Innen: die Kreuzigungsszene. In den Ecken finden wir vier Heilige. Dieser Altar wurde während des Dreißigjährigen Krieges (1640) nach Schillersdorf gebracht und kehrte erst um 1935 nach Kratzeburg zurück.[3] Er hat eine bemerkenswerte gestalterische Parallele zum Altar der Fabian und Sebastian-Kirche in Beverstedt.[4]
- Backsteinkirche in Granzin
- Glasmanufaktur in Dalmsdorf

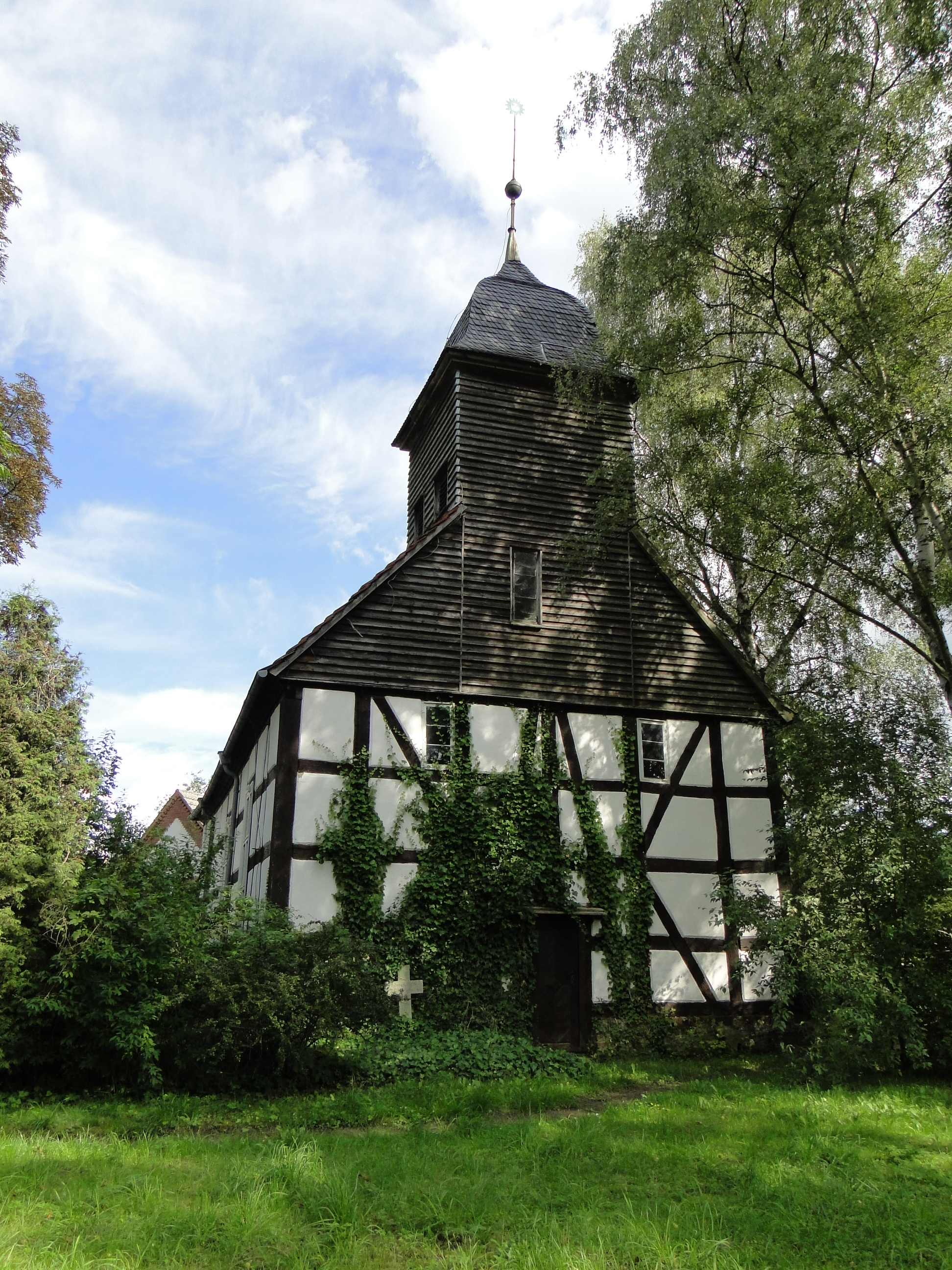
Kirche in Kratzeburg
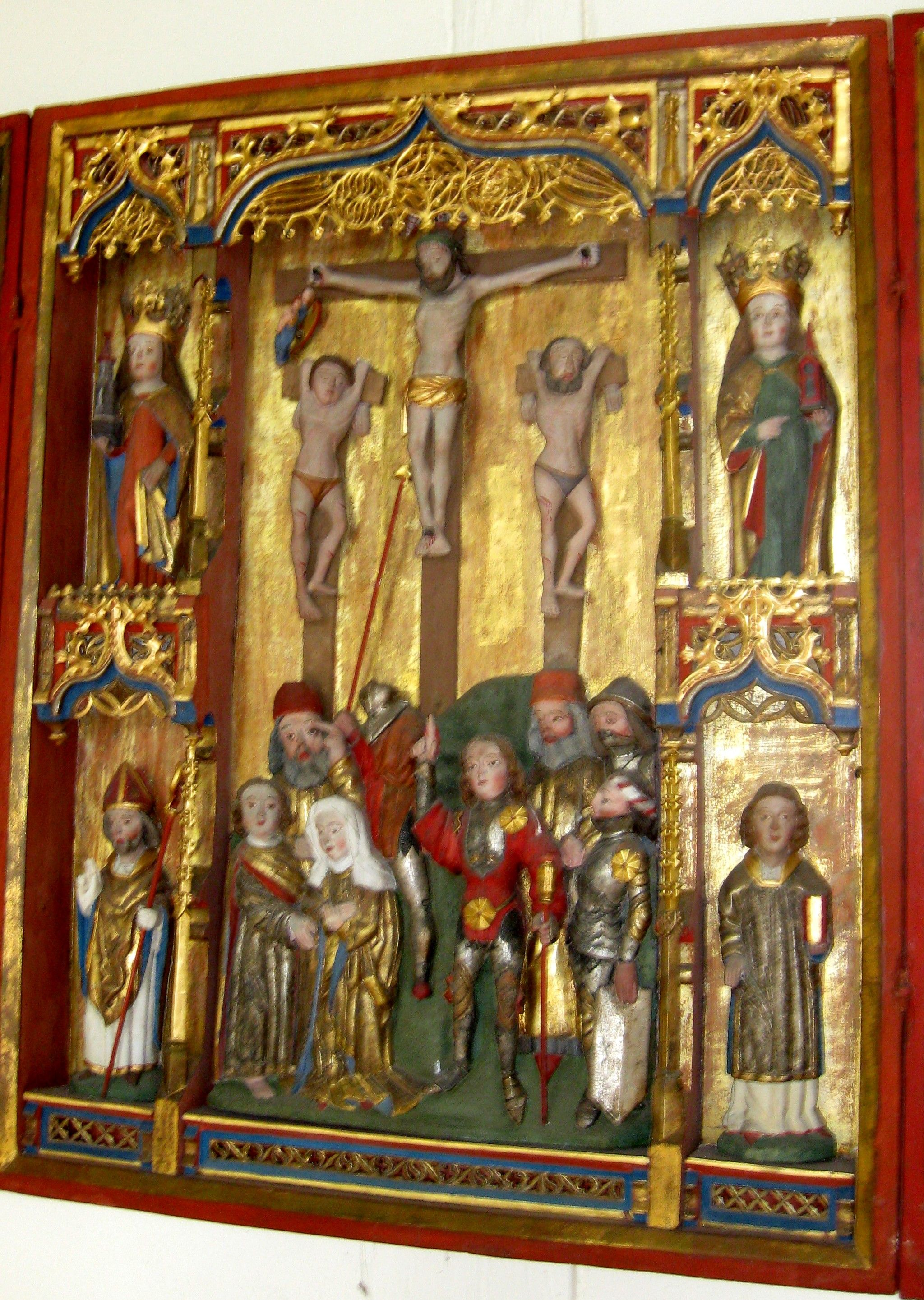
Altar von 1450 in der Kratzeburger Kirche
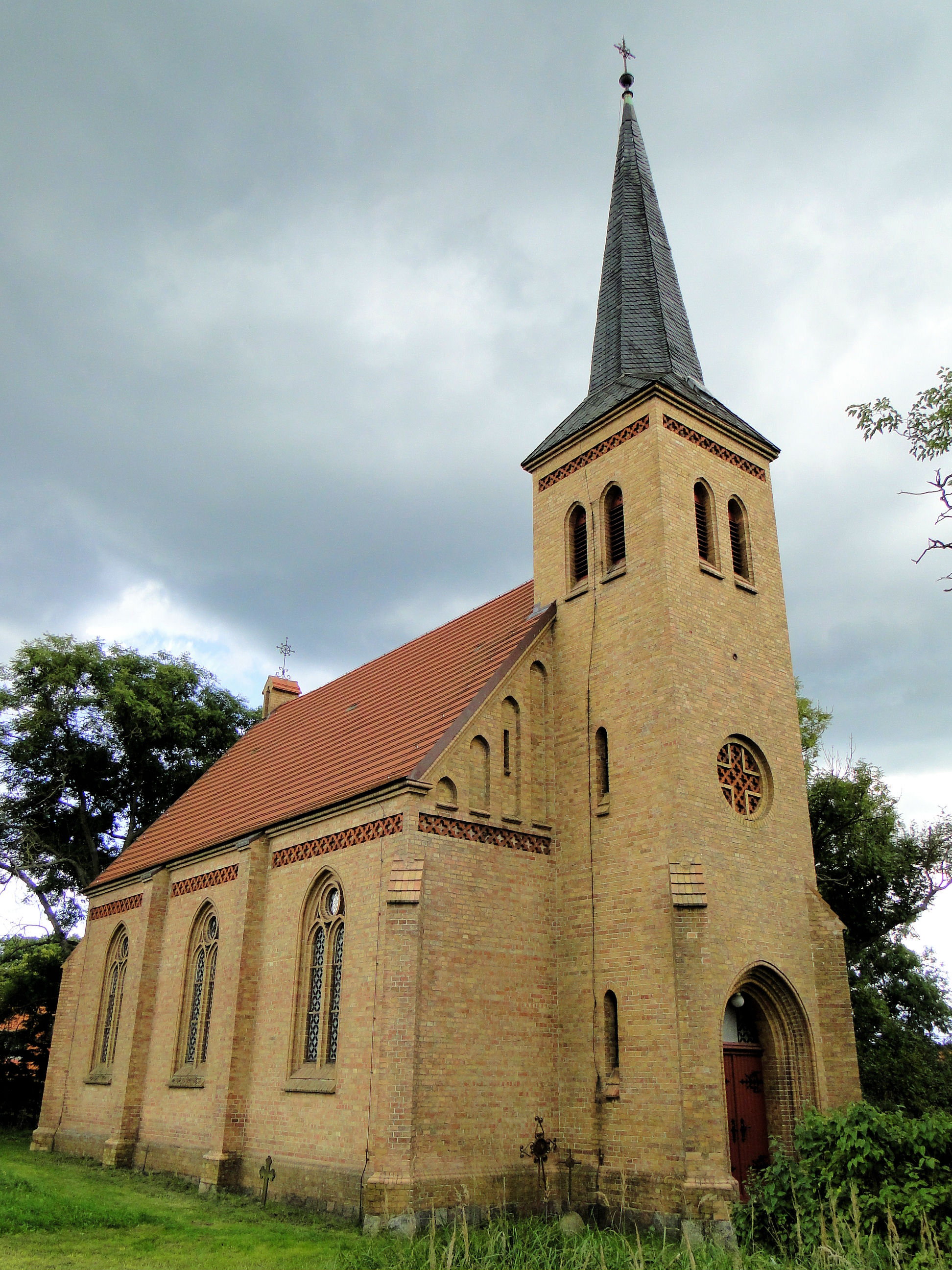
Kirche in Granzin

### Regelmäßige Veranstaltungen
Auf dem Zeltplatz in Kratzeburg findet jedes Jahr zu Pfingsten das JugendMedienCamp der Jugendpresse Berlin-Brandenburg statt.

## Wandergebiet
Von der Nationalparkinformation am östlichen Ortseingang können zwei beschilderte Wanderrouten unternommen werden. Eine 12 km lange Strecke umrundet den Käbelicksee; ebenfalls 12 km lang ist der Rundweg durch die Pieverstorfer Berge.

## Verkehrsanbindung
Von der Bundesstraße 193 aus, etwa auf halber Länge zwischen Neustrelitz und Penzlin, erreicht man Kratzeburg auf einer etwa sieben Kilometer langen Verbindungsstraße.
Kratzeburg liegt an der Bahnstrecke Neustrelitz–Warnemünde. Im Ort befindet sich ein Bahnhof, der von Regionalzügen zweistündlich angefahren wird. Weitere Verkehrsmöglichkeiten bestehen mit den Linienbussen der MVVG.